# 国道379号

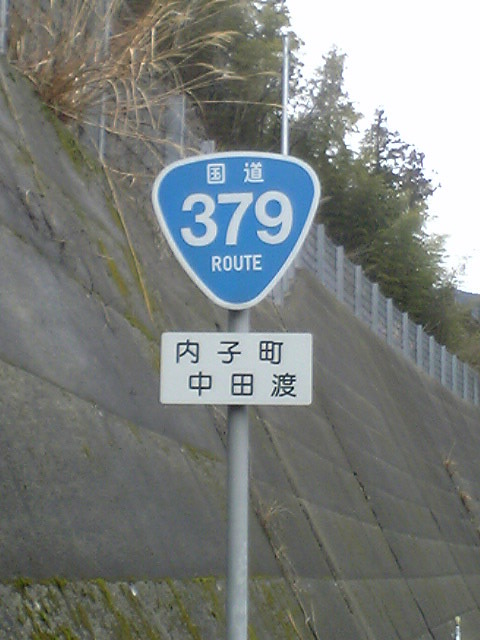
愛媛県喜多郡内子町中田渡

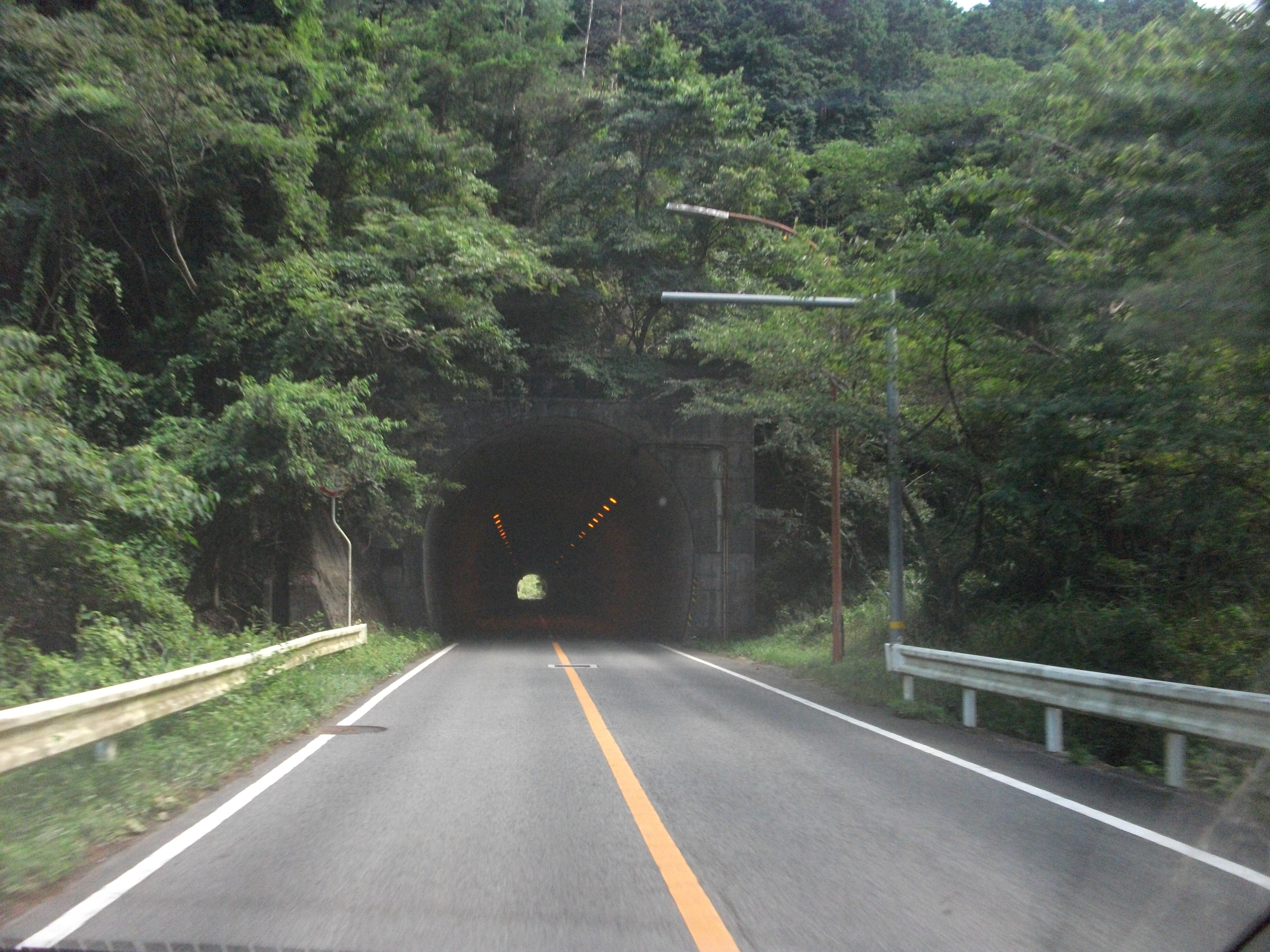
砥部町川登

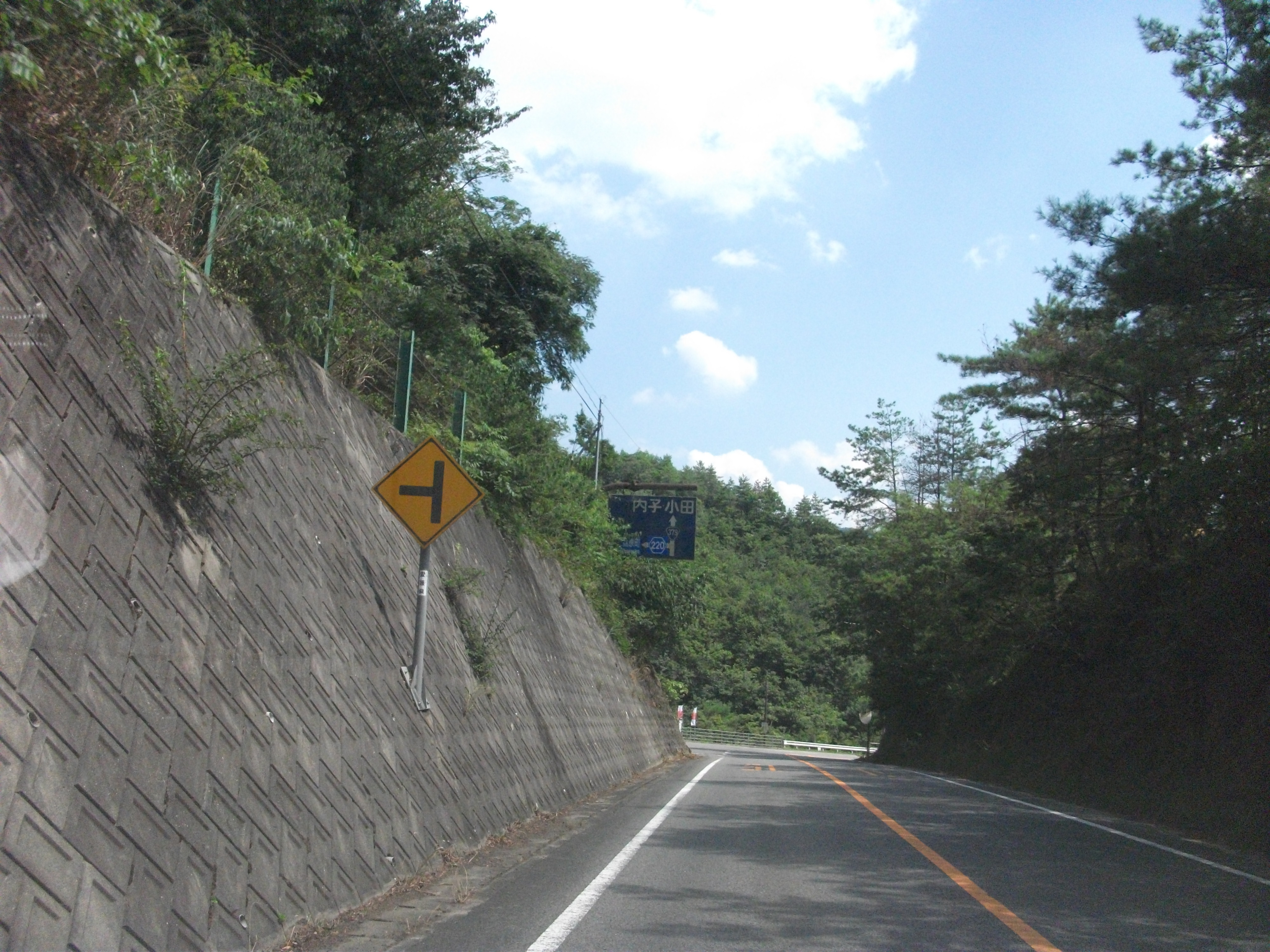
砥部町川登

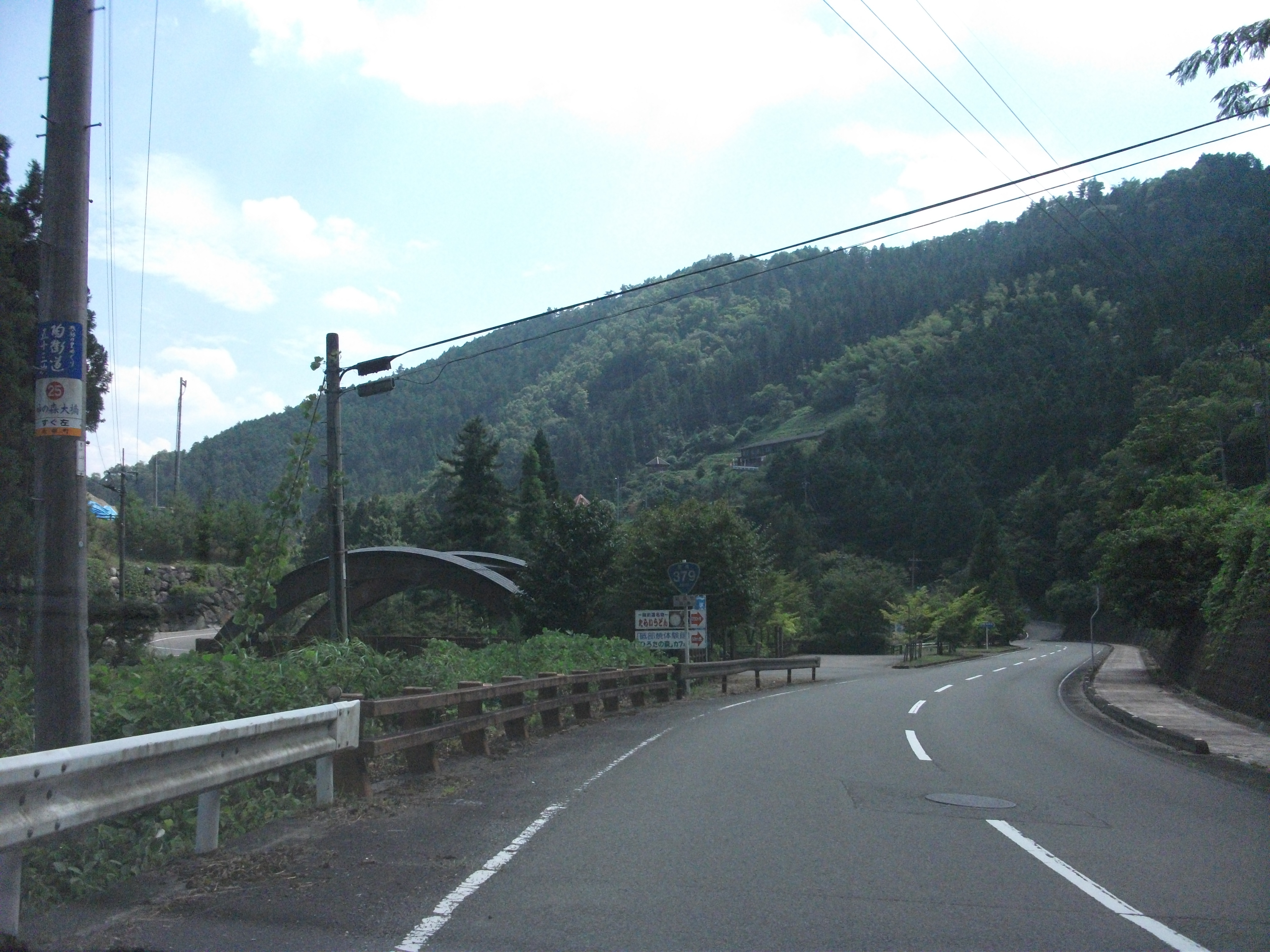
砥部町神の森

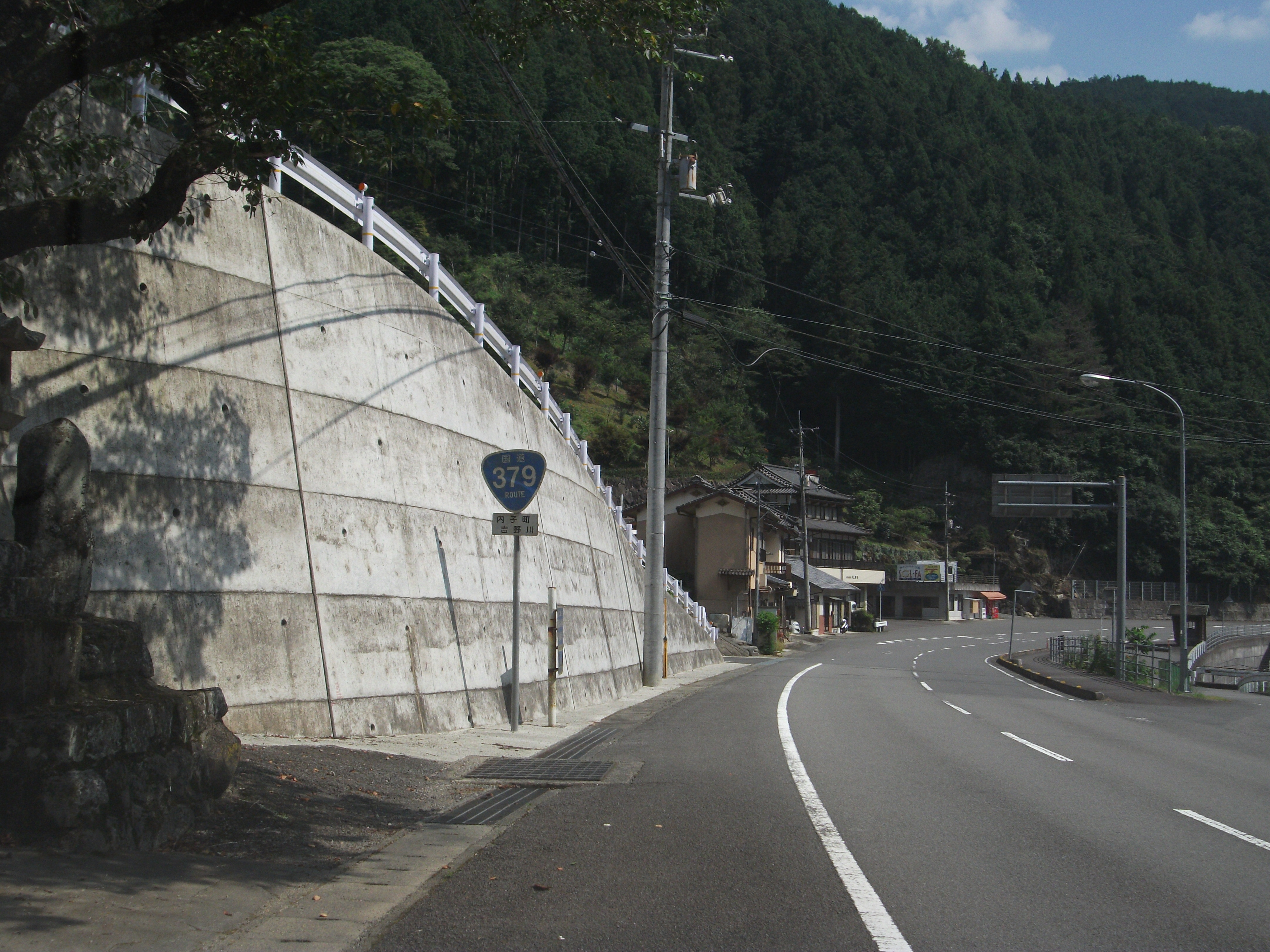
内子町吉野川

国道379号（こくどう379ごう）は、愛媛県松山市から伊予郡砥部町を経由して、喜多郡内子町に至る一般国道である。

## 概要

### 路線データ
一般国道の路線を指定する政令に基づく起終点および重要な経過地は次のとおり。
- 起点：松山市（二番町4丁目7番2[2]、市役所前交差点 = 国道11号、国道33号、国道56号終点、国道317号、国道440号、国道494号起点）
- 終点：愛媛県喜多郡内子町（国道56号交点・国道380号上・愛媛県道54号串内子線終点）
- 重要な経過地：愛媛県伊予郡砥部町、同県上浮穴郡小田町[注釈 2]
- 総延長 : 52.3 km（重用区間を含む。）[3][注釈 3]
- 重用延長 : 13.1 km[3][注釈 3]
- 未供用延長 : なし[3][注釈 3]
- 実延長 : 39.2 km[3][注釈 3]
  - 現道 : 39.1 km[3][注釈 3]
  - 旧道 : 0.1 km[3][注釈 3]
  - 新道 : なし[3][注釈 3]
- 指定区間：国道11号、国道33号と重複する区間（松山市・市役所前交差点（起点） - 伊予郡砥部町千足）[2]

## 歴史
- 1975年（昭和50年）4月1日 - 一般国道379号（松山市 - 愛媛県喜多郡内子町）として指定。

## 路線状況

### 別名
- 砥部陶街道（砥部町内区間）[4]

### バイパス
- 岩谷バイパス
  - 岩谷バイパス（いわやバイパス）は、愛媛県伊予郡砥部町岩谷から同町万年に至る延長5.8 kmのバイパス道路[5]である。全線が愛媛県によって事業が進められている。
  - 砥部町市街地南方に位置し、2005年（平成17年）に合併した旧広田村域とを連絡する唯一の幹線道路[6]としての役割を担っているが、同区間はその線形や道路幅員に起因した大型車の通行困難箇所に加え、第一次緊急輸送道路に指定されていながら豪雨といった異常気象時に通行規制を実施する事前通行規制区間がある[7]ことから、これらを解消して円滑な機動性を確保することを目的とした改良事業が1989年（平成元年）より実施されることとなった[5]。
  - 事業のうち、用地取得は1990年（平成2年）より開始し、1993年（平成5年）に工事着手して砥部町市街地側から工事を進めた。起点から川登までの2.3 km[6]は1998年（平成10年）3月[8]、延長207 mの川登トンネル[6]を含む川登から万年までの1.8 kmは2008年（平成20年）3月26日[9]にそれぞれ供用を開始していた。最後に残った約1.7 km区間のうち、銚子橋は2011年（平成23年）11月1日[10]に、延長735 mの万年トンネル[11]とその周辺は2012年（平成24年）3月27日[12]にそれぞれ供用を開始し、残区間の銚子橋から万年トンネルまでの約0.3 kmは2017年（平成29年）3月18日に供用開始された[13]。
- 内子東バイパス

### 重複区間
- 国道317号（松山市二番町4丁目・市役所前交差点（起点） - 松山市勝山町1丁目・勝山交差点）
- 国道11号・国道494号（松山市二番町4丁目・市役所前交差点（起点） - 松山市小坂5丁目・小坂交差点）
- 国道33号・国道440号（松山市二番町4丁目・市役所前交差点（起点） - 伊予郡砥部町千足）
- 国道380号（喜多郡内子町大瀬東 - 喜多郡内子町内子（終点））

### 道路施設

#### 橋梁
- 永木橋（石手川、松山市、国道11号重複区間内）
- 天山橋（小野川、松山市、国道33号重複区間内）
- 乙井橋（内川、松山市、国道33号重複区間内）
- 重信大橋（重信川、松山市 - 伊予郡砥部町、国道33号重複区間内）
- 砥部川橋（砥部川、伊予郡砥部町、国道33号重複区間内）
- 砥部新橋（砥部川、伊予郡砥部町）
- 新岩谷口橋（砥部川、伊予郡砥部町）
- 銚子大橋（伊予郡砥部町）
- 内子橋（中山川、喜多郡内子町）

#### トンネル
- 川登トンネル：延長207 m、2008年（平成20年）竣工、伊予郡砥部町
- 万年トンネル：延長735 m、2011年（平成23年）竣工、伊予郡砥部町
- 上尾第一隧道：延長73 m、1977年（昭和52年）竣工、伊予郡砥部町
- 上尾第二隧道：延長144 m、1975年（昭和50年）竣工、伊予郡砥部町
- 上尾第三隧道：延長270 m、1976年（昭和51年）竣工、伊予郡砥部町
- 仙波ケ嶽トンネル：延長100 m、1989年（平成元年）竣工、伊予郡砥部町
- 落合トンネル：延長103 m、1987年（昭和62年）竣工、喜多郡内子町
- 吉野川トンネル：延長330 m、2004年（平成16年）竣工、喜多郡内子町
- 梅津トンネル：延長87 m、2007年（平成19年）竣工、喜多郡内子町
- 柳瀬トンネル：延長348 m、2009年（平成21年）竣工、喜多郡内子町
- 和田トンネル：延長190 m、1986年（昭和61年）竣工、喜多郡内子町
- 長岡山トンネル：延長392 m、1988年（昭和63年）竣工、喜多郡内子町

#### 道の駅
- ひろた（伊予郡砥部町）
- 内子フレッシュパークからり（喜多郡内子町）

## 地理

### 通過する自治体
- 愛媛県
  - 松山市 - 伊予郡砥部町 - 喜多郡内子町

### 交差する道路
| 交差する道路 | 市町村名 | 市町村名 | 交差する場所 | 交差する場所          |
| --- | -------- | -------- | ------------ | --------------------- |
| 国道11号 重複区間起点 国道33号 重複区間起点 国道56号 国道317号 重複区間起点 国道440号 重複区間起点 国道494号 重複区間起点 | 松山市   | 松山市   | 二番町4丁目  | 市役所前交差点 / 起点 |
| 国道317号 重複区間終点 愛媛県道20号松山北条線                                                                             | 松山市   | 松山市   | 勝山町1丁目  | 勝山交差点            |
| 国道11号 重複区間終点 国道494号 重複区間終点                                                                              | 松山市   | 松山市   | 小坂5丁目    | 小坂交差点            |
| 愛媛県道190号久米垣生線                                                                                                   | 松山市   | 松山市   | 越智3丁目    | 椿神社入口交差点      |
| 国道33号 / 松山外環状道路                                                                                                 | 松山市   | 松山市   | 北井門2丁目  | 井門IC                |
| 愛媛県道193号森松重信線                                                                                                   | 松山市   | 松山市   | 森松町       | 森松交差点            |
| 愛媛県道23号伊予川内線 | 伊予郡   | 砥部町   | 拾町         | 拾町交差点            |
| 国道33号 重複区間終点 国道440号 重複区間終点                                                                              | 伊予郡   | 砥部町   | 千足         |                       |
| 愛媛県道53号大平砥部線 | 伊予郡   | 砥部町   | 大南         |                       |
| 愛媛県道223号中山砥部線                                                                                                   | 伊予郡   | 砥部町   | 万年         |                       |
| 愛媛県道220号上尾峠久万線                                                                                                 | 伊予郡   | 砥部町   | 溝穂         |                       |
| 愛媛県道221号広田双海線                                                                                                   | 伊予郡   | 砥部町   | 玉谷         |                       |
| 愛媛県道306号中野川総津線                                                                                                 | 伊予郡   | 砥部町   | 総津         |                       |
| 愛媛県道42号久万中山線 重複区間起点                                                                                       | 伊予郡   | 砥部町   | 総津         | 総津落合交差点        |
| 愛媛県道42号久万中山線 重複区間終点                                                                                       | 喜多郡   | 内子町   | 上田渡       |                       |
| 国道380号 重複区間起点 | 喜多郡   | 内子町   | 大瀬東       |                       |
| 愛媛県道241号池田中山線 重複区間起点                                                                                      | 喜多郡   | 内子町   | 大瀬中央     |                       |
| 愛媛県道241号池田中山線 重複区間終点 愛媛県道324号大瀬川中線                                                              | 喜多郡   | 内子町   | 大瀬中央     |                       |
| 愛媛県道241号池田中山線 重複区間起点                                                                                      | 喜多郡   | 内子町   | 大瀬中央     |                       |
| 愛媛県道241号池田中山線 重複区間終点                                                                                      | 喜多郡   | 内子町   | 大瀬中央     |                       |
| 愛媛県道242号五百木立山線                                                                                                 | 喜多郡   | 内子町   | 五百木       |                       |
| 国道56号 国道380号 重複区間終点 愛媛県道54号串内子線                                                                      | 喜多郡   | 内子町   | 内子         | 終点                  |

### 交差する鉄道
- 伊予鉄道横河原線

### 峠
- 上尾峠（伊予郡砥部町[注釈 4]）